# Mamaylı
Mamaylı è un comune dell'Azerbaigian situato nel distretto di Qəbələ. Conta una popolazione di 870 abitanti.